# Lissieu
Lissieu is een gemeente in de Franse Métropole de Lyon (regio Auvergne-Rhône-Alpes). De plaats maakt deel uit van het arrondissement Lyon. Lissieu telde op 1 januari 2022 3.193 inwoners.

## Geografie
De oppervlakte van Lissieu bedroeg op 1 januari 2022 5,66 vierkante kilometer; de bevolkingsdichtheid was toen 564,1 inwoners per km².

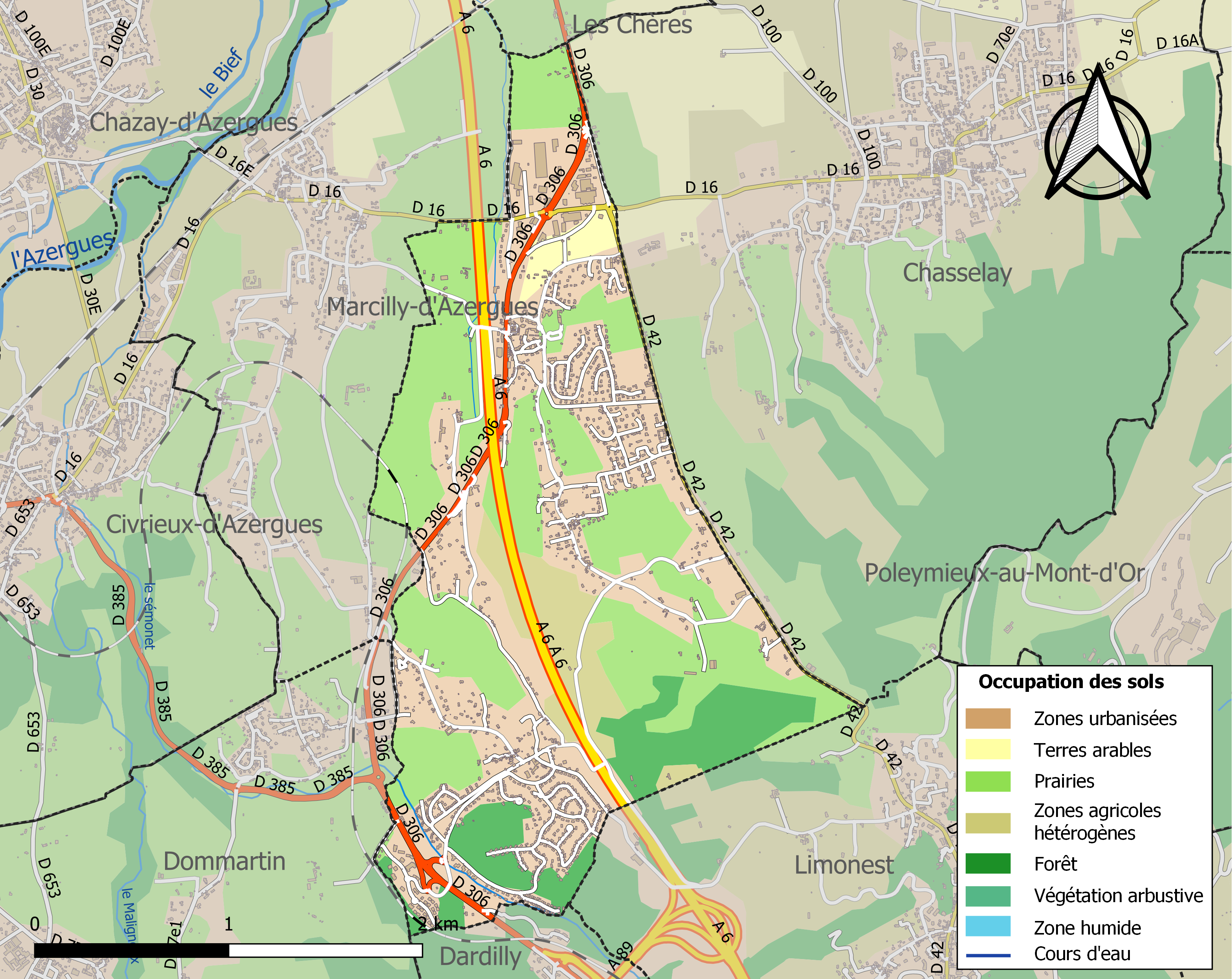
Kaart van de gemeente met de belangrijkste infrastructuur, bodemgebruik en omliggende gemeenten

## Demografie
Onderstaande figuur toont het verloop van het inwonertal (bron: INSEE-tellingen).